# Катанян, Константин Арамович
Константин Арамович Катанян (род. 14 марта 1960, Ереван) — российский журналист и политолог, член Союза журналистов России. Лауреат премии «Золотое перо России» (2003). Был главным редактором журнала «Нотариальный вестникъ» и газеты «Право каждого».

## Биография
Окончил Ереванский государственный университет (1981). Кандидат филологических наук (1991), специалист по социолингвистике.
По окончании аспирантуры работал в Сокольническом районном Совете народных депутатов.
С середины 1989 года публикует статьи в СМИ. В 1991—1993 годах — политический обозреватель газеты «Куранты». С 1993 года — политический обозреватель «Независимой газеты». Работал в газетах «Известия», «Время МН», «Родная газета». До 2009 года возглавлял отдел права в «Политическом журнале». Сотрудничал с радиостанцией «Эхо Москвы». С 2009 года — главный редактор журнала «Нотариальный вестник», а также других СМИ, издаваемых Фондом развития правовой культуры при Федеральной нотариальной палате. С 2016 года — шеф-редактор Департамента информационного обеспечения Федеральной палаты адвокатов РФ.
Один из наиболее известных российских специалистов по освещению правовых и судебных вопросов, избирательного законодательства (лауреат премии «Фемида-96», премии Союза журналистов России, дипломов Центральной избирательной комиссии РФ), член Совета Гильдии судебных репортёров, председатель Совета Гильдии с сентября 2011 года. Получил особую известность благодаря своим публикациям о высших судах России и жалобам в Конституционный суд на избирательное и пенсионное законодательство.
С 2007 года является основателем и директором Института политико-правового анализа.

### Семья
- Отец — Арам Катанян
- Мать — Наталья Попова.

## Награды
За мужество, проявленное при защите конституционного строя, награждён медалью «Защитнику свободной России».

## Публикации
- Конституционный Суд России. Справочник. Составители: Балутенко М. С., Белуночкин Г. В., Катанян К. А. Под общей редакцией К. А. Катаняна. М., 1997. — 384 с.
- Катанян К. А. «Конституционный „процесс века“ в России. Последние страницы истории КПСС». М., 1999, 155 с. ISBN 5-89554-113-5
- «Обречённые на немоту? СМИ в период выборов: законы, комментарии, рекомендации». М.: 2003 г. — 120 с. (один из авторов сборника)
- Катанян К. А. Основы журналистской этики / «Право в СМИ. Методическое пособие для журналистов». М.: 2008,128 с. (один из авторов сборника) С. 31-47.